# Robbie van de Graaf
Robbie van de Graaf (Eindhoven, 5 juli 1998), ook wel bekend onder zijn YouTube-naam Robbie (voorheen LuckyGraaf), is een Nederlandstalige youtuber, die deel uitmaakt van de Bankzitters.

## Carrière
Robbie van de Graaf begon op 28 februari 2013 zijn YouTubekanaal en uploadde zijn eerste video op 2 maart dat jaar. Hij maakte destijds vooral gamevideo's van FIFA en Call of Duty. Sinds 2015 is hij lid van de Bankzitters. Zijn eigen YouTubekanaal heeft per 17 februari 2025 572.817 abonnees.
Met de Bankzitters trok Van de Graaf in 2017 naar het theaterpodium voor hun show ‘Bankzitters on Fire’. Daarnaast was hij samen met twee andere leden van de Bankzitters, Raoul de Graaf en Koen van Heest, special guest bij het FOX Sports & Eredivisie VoetbalFestival. Van de Graaf was geruime tijd de officiële vlogger van PSV. Als onderdeel van de Bankzitters won hij in 2019 de VEED Award voor beste nieuwkomer. Van de Graaf was van 2017 tot 2020 commentator en analist bij de EDivisie.
Van de Graaf heeft tevens meegedaan aan seizoen 6 van Legends of Gaming NL. Hij haalde de finalemaand door LinkTijger uit het toernooi te zetten, maar was in de finalemaand de eerste afvaller, waar hij er opnieuw werd uitgezet door Link. Hij kwam hiermee op de 9e plaats.
In 2024 verscheen Van de Graaf in een niet-sprekende rol in de veertiende editie van The Passion.
In 2025 Verscheen Van de Graaf als Helper in het Jachtseizoen Most Wanted.

## Persoonlijk
Van de Graaf bezocht het Lyceum Bisschop Bekkers in Eindhoven. In 2019 rondde hij de Bachelor Finance & Control af aan de Fontys Hogeschool. Van de Graaf voetbalt bij VV Acht.

## Discografie
| Titel                         | Album/single | Aantal nummers | Bijdragen/productie                                                                        | Verschijnings- datum | Duur |
| ----------------------------- | ------------ | -------------- | ------------------------------------------------------------------------------------------ | -------------------- | ---- |
| Niks                          | Single       | 1              | Bankzitters                                                                                | 21 aug 2019          | 2:29 |
| Eenzaam                       | Single       | 1              | Bankzitters                                                                                | 6 dec 2019           | 2:41 |
| Zuipen Tot We Kruipen         | Single       | 1              | Bankzitters                                                                                | 31 jan 2020          | 2:47 |
| Geldwolf (Geen Cartier Remix) | Single       | 1              | Russo, Raoul de Graaf, Bassistent, Matthyas het Lam, Milo ter Reegen & Robbie van de Graaf | 1 aug 2020           | 2:44 |
| Stapelgek                     | Single       | 1              | Russo, Bankzitters                                                                         | 29 jan 2021          | 3:06 |
| Factureren                    | Single       | 1              | Robbie van de Graaf, Raoul de Graaf, Mick Spek                                             | 1 okt 2021           | 1:48 |
| Je blik richting mij          | Single       | 1              | Russo, Bankzitters                                                                         | 11 feb 2022          | 2:25 |
| Is dat nou echt?              | Single       | 1              | Russo, Bankzitters                                                                         | 15 jul 2022          | 2:28 |
| Werelds                       | Ep           | 3              | Russo, Bankzitters                                                                         | 20 jan 2023          | 7:25 |
| Offline beschikbaar           | Single       | 1              | Russo, Bankzitters                                                                         | 7 jul 2023           | 2:27 |
| Cupido                        | Single       | 1              | Paul Sinha, Bankzitters                                                                    | 17 nov 2023          | 2:23 |
| Slaaptekort                   | Single       | 1              | Carlos vrolijk, Brahim Fouradi, Bankzitters                                                | 5 jan 2024           | 2:37 |
| Huisfeestje                   | Single       | 1              | Bankzitters, Roxy Dekker, Julian vahle                                                     | 7 jul 2024           | 2:29 |
| Bro Code                      | Single       | 1              | Bankzitters, Julian vahle                                                                  | 25 Okt 2024          | 2:11 |
| 5 Sterren                     | EP           | 4              | Bankzitters, Julian vahle, Grégor Kwak                                                     | 15 Nov 2024          | 8:36 |